# 陈岱孙
陈岱孙（1900年10月20日—1997年7月27日），原名陈总，男，福建福州人，中国经济学家，中央财经学院校长。

## 生平
1900年10月20日（清光绪二十六年），陈岱孙出生于中国福建省福州府闽县螺洲（今福州市仓山区螺洲镇）的书香世家，祖父陈宝璐与其兄长陈宝琛、陈宝瑨均为进士。
1915年，陈岱孙考入美以美会在福州开设的鹤龄英华中学，1918年考入清华学堂。1920年考取公费留学生赴美，获得美国威斯康辛大学学士学位（1922年）、哈佛大学文学硕士学位（1924年）和哲学博士学位（1926年）。1927年回到中国，任清华大学教授，经济系主任。1952年院系调整后，陈岱孙历任中央财经学院校长、北京大学教授、经济系主任。1997年，陈岱孙去世，享年97岁。

## 著作
陈岱孙的经济学著作有《经济学说史》、《从古典经济学派到马克思 : 若干主要学说发展论略》（上海人民出版社，1981年）等。